# シャロン郡区 (アイオワ州アパヌース郡)
シャロン郡区は、アメリカ合衆国、アイオワ州、アパヌース郡にある18の郡区の一つである。2000年の国勢調査で、人口は220人だった。

## 地理
シャロン郡区は、24平方キロメートル（62平方マイル)で、組み込まれている自治体(incorporated settlements)は存在しない。アメリカ地質調査所によると、この郡区はBrannonとMount AraratとPerjueとSharonとSharonの5つの霊園が含まれている。